# Jacques Colombat
Pour les articles homonymes, voir Colombat.
Jacques Colombat est un réalisateur de cinéma d'animation français né le 6 janvier 1940.

## Biographie
Jacques Colombat fait des études d'arts appliqués à Paris. Il rencontre à cette occasion Paul Grimault et décide de travailler à ses côtés, entraînant son camarade Jean-François Laguionie à sa suite. Par l'intermédiaire de Grimault, il fait la rencontre des frères Pierre et Jacques Prévert et tient un petit rôle, aux côtés de son ami René Laloux dans le téléfilm Le Petit Claus et le Grand Claus (1964) réalisé par Pierre Prévert, dans des décors de Paul Grimault. 
Ses premiers courts-métrages sont produits par Paul Grimault. Avec Marcel, ta mère t'appelle (1961), Colombat attire d'emblée l'attention par sa fantaisie débridée et son irrévérence. La première du film a lieu au cinéma La Pagode : Man Ray, Max Ernst, Marcel Duhamel, Pierre et Jacques Prévert et Lise Deharme, la muse des surréalistes sont dans le public. Le film est distribué en avant-programme de L'Ange l'exterminateur de Luis Buñuel en 1962.   
Ses films, réalisés en papier découpé et en dessin animé sont à la fois inventifs sur le plan plastique, graphiquement incisifs, joyeux et subversifs. Ils marquent la production animée des années 1960 et 1970 et font de Jacques Colombat l'un des auteurs français majeurs de cette période. Jean-François Laguionie, Guy Dor, Monique Renault, mais également le peintre et animateur Jean Vimenet participent à ses premiers films. 
En 1966, Jacques Colombat réalise Les Filous, un court métrage de fiction en prises de vues réelles, adaptation « sadienne » du Petit Chaperon rouge, où apparaît Bulle Ogier. 
En 1969, il réalise Calaveras puis La Montagne qui accouche en 1973 sur un scénario de René Laloux. La musique de ces deux films est composée par Alain Goraguer.   
En compagnie de Laloux, il travaille sur un projet de long-métrage Une planète 5 étoiles qui n'aboutira pas, faute de financement.  
Jacques Colombat passe finalement au long-métrage avec Robinson et compagnie qui est réalisé au studio d'animation de Shanghai, en Chine. Le film est un décalque narquois du roman Robinson Crusoé de Daniel Defoe. L'acteur Michel Simon inspire la physionomie du personnage principal. Notamment animé à base de rotoscopie, la jeune actrice Maria de Medeiros prête sa silhouette au personnage de la passagère clandestine. André Lindon anime la séquence du rêve de Robinson. Le film obtient le Cristal du long métrage au festival d'Annecy en 1991. Malgré cette reconnaissance qui salue sa réussite artistique, le film rencontre un succès limité en salles. 
En 1994, Jacques Colombat réalise la série télévisée Les Contes du chat perché, d'après Marcel Aymé. 
Par la suite, il se consacre à la peinture et à l'écriture, publiant notamment Marius Jacob : le forçat intraitable aux Éditions Riveneuve, qui obtient le prix Botul en 2012. 
En 2018, Colombat publie Paul Grimault au jour le jour dans lequel il fait le récit de son compagnonnage de trente ans avec Grimault.  
En janvier 2019, la Cinémathèque française et la NEF Animation consacrent une journée d'étude à l'œuvre de Jacques Colombat dont les films récemment restaurés sont projetés.   

## Filmographie

### Réalisateur

#### Cinéma
- Marcel, ta mère t'appelle (1961), court métrage.
- Les Filous (1967), court métrage.
- La Tartelette (1967), court métrage inspiré de la Petite Fille aux allumettes de Hans Christian Andersen.
- Calaveras (1969), court métrage.
- La Montagne qui accouche (1973), court métrage.
- Un train peut en cacher un autre (1974), court métrage
- Arthur à la campagne (1981), court métrage
- Robinson et compagnie (1991), long métrage.

#### Télévision
- Les contes du chat perché (1994), d'après l'œuvre de Marcel Aymé, série télévisée de 15 épisodes.

### Acteur
- Le Petit Claus et le Grand Claus (1964), de Pierre et Jacques Prévert, figuration.
- Le Roi et l'Oiseau (1980), de Paul Grimault, voix d'un oiseau et d'un policier.

## Publications

### Illustrations
- Marc Frisch, Une histoire du piano à l'usage de ceux qui l'aiment ou le détestent, illustrations de Jacques Colombat, Riveneuve éditions, 2013.

### Essais
- Alexandre Marius Jacob : Le Forçat intraitable, préface de Lucio Urtubia, Riveneuve éditions, 2012 (prix Botul 2012).
- Du droit à l'évasion, Riveneuve éditions, 2014.
- Paul Grimault au jour le jour, Éditions Capricci, 2018 (inclus dans le coffret DVD Robinson et compagnie).

### DVD
- Robinson et compagnie, France télévision Vidéo, 2001.
- Robinson et compagnie, Éditions Capricci, 2018, coffret DVD contenant également les courts métrages Marcel, ta mère t'appelle, La Tartelette et Calaveras.

### Vidéographie
- Romain Delerps et Alexandre Hilaire, Le cinéma d'animation en France, série documentaire en trois volets, DVD Doriane Film, 2016.